# (5906) 1989 SN5
(5906) 1989 SN5 es un asteroide perteneciente al cinturón de asteroides, región del sistema solar que se encuentra entre las órbitas de Marte y Júpiter, descubierto el 24 de septiembre de 1989 por Alan C. Gilmore y la también astrónoma Pamela M. Kilmartin desde el Observatorio Universitario del Monte John, Isla Sur, Nueva Zelanda.

## Designación y nombre
Designado provisionalmente como 1989 SN5. 

## Características orbitales
1989 SN5 está situado a una distancia media del Sol de 2,284 ua, pudiendo alejarse hasta 2,811 ua y acercarse hasta 1,756 ua. Su excentricidad es 0,231 y la inclinación orbital 3,422 grados. Emplea 1260,88 días en completar una órbita alrededor del Sol.

## Características físicas
La magnitud absoluta de 1989 SN5 es 14,5. Tiene 3,019 km de diámetro y su albedo se estima en 0,337. 